# 155 mm Mle. 50
Il Modèle 50, anche noto come OB-155-50 BF, è un obice francese, di calibro 155mm, che nel dopoguerra aggiornò il parco d'artiglierie dell'Armee d'Terre. Esso ha una canna da 30 calibri e una gittata di circa 18 km, con lo scafo AMX-13 è stato possibile farne una versione semovente, grazie alla massa ridotta dell'arma e alla versatilità del carro in parola. Esso non ha una torre di protezione per l'equipaggio.

## Utilizzatori
- Francia: Esercito Francese, rimpiazzato dal TRF1.
- Israele: Israel Defense Forces, rimpiazzato dal Soltam M-68 e dal Soltam M-71.
- Libano: Forze Armate Libanesi
- Siria
- Svezia
- Svizzera: Esercito svizzero